# アンリ・ミュルジェール

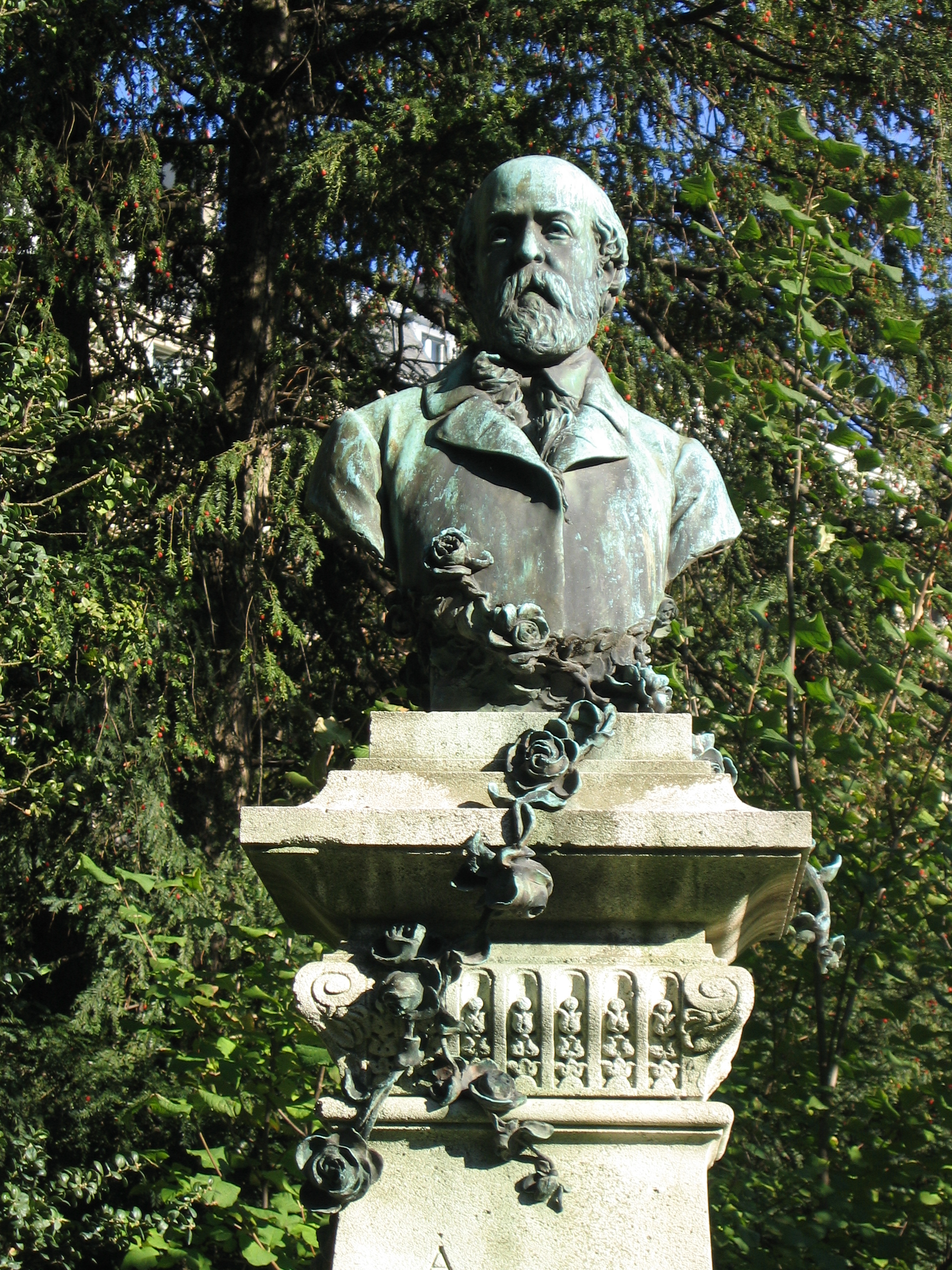
アンリ・ミュルジェール像、アンリ＝テオフィル・ブイヨン作(1895年)、リュクサンブール庭園

アンリ・ミュルジェール（Henri Murger、1822年3月27日 パリ - 1861年1月28日）は、フランスの詩人・小説家。オペラ『ラ・ボエーム』の原作である小説『ボヘミアン生活の情景』（Scènes de la vie de bohème）の著者として知られる。この小説はパリ、カルチエ・ラタンの屋根裏部屋で暮らす貧しいボヘミアン作家、画家、音楽家、哲学者らとその恋人達の生活情景を描いたもので、これを元にジャコモ・プッチーニは『ラ・ボエーム』（1896年）を、ルッジェーロ・レオンカヴァッロは『ラ・ボエーム』（1896年）と後年これを改訂した『ミミ・パンソン』（1913年）を書いている。また、アキ・カウリスマキは『ラヴィ・ド・ボエーム』として映画化している。